# Bulbophyllum sillenianum
Bulbophyllum sillenianum  (лат.) — вид однодольных растений рода Бульбофиллюм (Bulbophyllum) семейства Орхидные (Orchidaceae). Впервые описан немецким ботаником Генрихом Густавом Райхенбахом в 1884 году.

## Распространение, описание
Эндемик Мьянмы. Произрастает во влажных тропических лесах. Эпифит.
Симподиальное растение. Псевдобульбы округлые, около 2,5 см длиной. Листья около 13 см в длину и 1,5 в ширину. Соцветие несёт один цветок.

## Замечания по охране
Считается редким видом.

## Синонимы
Синонимичное название — Phyllorkis silleniana (Rchb.f.) Kuntze.